# Топонимия Тверской области

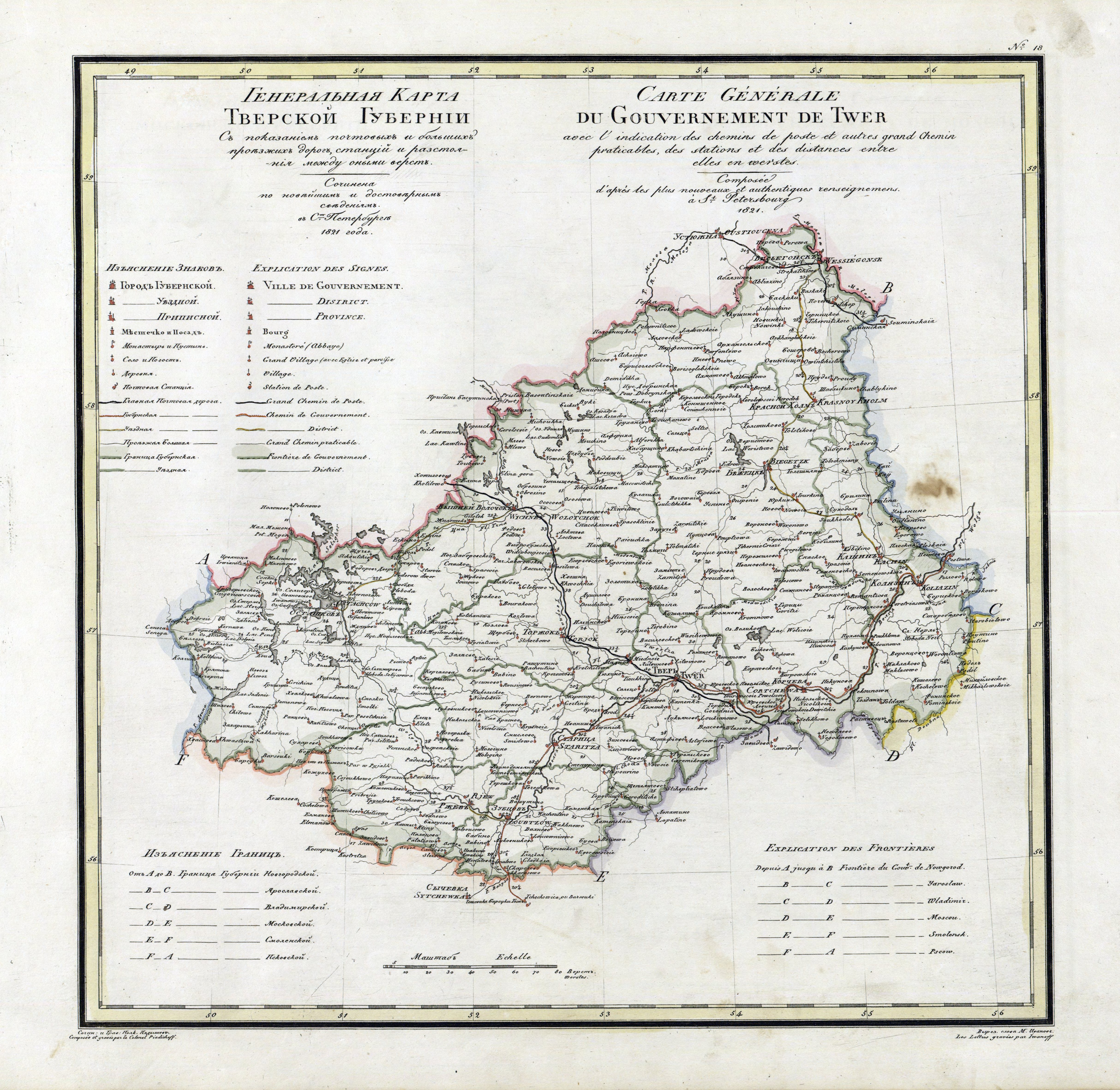
Карта Тверской губернии 1841 года

Топонимия Тверской области — совокупность географических названий, включающая наименования природных и культурных объектов на территории Тверской области.
На части территории региона с 1247 по 1485 годы располагалось Великое княжество Тверское . В XVIII веке Тверь стала центром Тверской провинции сначала Санкт-Петербургской (Ингерманляндской в 1708—1710 годах) губернии (1708—1727), а затем — Новгородской губернии. В 1775 году было образовано Тверское наместничество, в 1796 году — Тверская губерния.
После ликвидации губерний 14 января 1929 года Тверь стала центром Тверского округа Центрально-Промышленной области (с июня 1929 — Московская область). Кроме того, в 1929—1930 годах центрами округов Московской области были города Бежецк (Бежецкий округ) и Кимры (Кимрский округ). Город Ржев был центром Ржевского округа в Западной области. 20 ноября 1931 года Тверь была переименована в город Калинин (до 1990 года), который в 1935 году стал областным центром, а Постановлением ВЦИК от 29 января 1935 года была образована Калининская область.
17 июля 1990 года Указом Президиума Верховного Совета РСФСР Калининская область переименована в Тверскую. Окончательно область стала Тверской 21 апреля 1992 года, после внесения изменений в Конституцию РСФСР. С тех пор наименование региона не менялось.

## История формирования
Формирование топонимии региона обусловлено его расположением в верхних течениях великих рек Русской равнины — Волги, Днепра, Западной Двины и т. д. и шло в условиях передвижения и расселения многочисленных этносов. В. М. Воробьёв выделяет следующие основные этапы формирования тверской топонимии:
- первоначальное заселение Валдайской возвышенности и смежных территорий в IX—V тысячелетиях до н. э.;
- миграция в тверской регион древнефинского населения и освоение им Бежецкого Верха, Тверского Поволжья и Валдайского Поозёрья с IV тысячелетия до н. э.;
- продвижение из Полесья и Прибалтики металлургов и скотоводов фатьяновской культуры — этнических протобалтов (II тысячелетие до н. э.);
- славянская колонизация кривичами и ильменскими словенами Тверского края во 2-й половине I тысячелетия н. э.;
- периоды монголо-татарского ига, завоевания запада края Великим княжеством Литовским (XIV—XVI века), переселение в тверские земли XVII—XVIII веках нескольких десятков тысяч карелов[2].

Взаимосвязь этих исторических событий сформировала нынешнюю топонимическую систему региона.

## Состав
По состоянию на 27 февраля 2023 года, в Государственном каталоге географических названий в Тверской области зарегистрировано 14905 названия географических объектов, в том числе — 9567 названий населённых пунктов. Ниже приводятся списки наиболее значимых природных объектов и крупнейших населённых пунктов области с характеристиками их этимологии.

### Гидронимы

#### Реки
- Волга — название произошло от праславянского *Vьlga, ср. во́лглый — волога — влага. В пользу славянской версии происхождения названия говорит наличие рек Vlha[4] в Чехии и Вильги в Польше[5][6]. Поскольку верховье Волги находится в зоне, где широко представлена гидронимия балтского происхождения, предложена этимология из балтийских языков: ilga «длинный, долгий» → оз. Волго → р. Волга[7]; valka «ручей, небольшая река»[8]. Альтернативные версии выводят название реки из прибалтийско-финских (фин. valkea, эст. valge «белый», ср. Вологда) и марийского (др.-марийск. *Jylγ (из тюрк.), совр. мар. Юл; мар. Волгыдо «светлый») языков.
- Молога — означает «рыбная река»[9].
- Медведица — этимология гидронима от медведь, медведица[10].
- Межа (тж. Мёжа[11]) — гидроним от балтийского мяжс — «лес»[12].
- Западная Двина — (бел. Заходняя Дзвіна, в Латвии — Да́угава[13], латыш. Daugava, латг. Daugova, лив. Väinäjoki, Väinajõgi, Väina, Viina, Veena, Vēna, Vina, Duna[14]) — на протяжении истории река имела более 10 наименований: Дина, Вина, Танаир, Турун, Родан, Рубон, Дюна, Эридан, Западная Двина и другие. Название «Двина» впервые упоминается монахом-летописцем Нестором. В начале своей летописи он пишет: «Днепр бо потече из Вольковського леса и потечет на полдне, а Двина из того же леса потечет на полуноще и внидеть в море Варяжьское». Согласно оценке В. А. Жучкевича, гидроним Двина имеет финноязычное происхождение со смысловым значением «тихая, спокойная»[15].
- Шоша — в Лаврентьевской летописи под 1215 годом река упоминается как Шеша. Прослеживается балтийское происхождение гидронима, имеющее параллели с литовскими šešupe, šešuva, šašulys, šašuola, в основе которых лежит древнелитовское šeš — «холодный, прохладный». Существует также гипотеза о финно-угорском происхождении по аналогии с карельской Шокшей, кроме того, в марийском языке шокш означает «приток», а на языке хантов и манси шош — «небольшая река». Однако переход шокша в шоша маловероятен, а территории проживания хантов и манси чересчур далеки от Подмосковья[16].
- Тверца — возможно, восходит от финского тихкуа — «течь, просачиваться» или вепсского верь — «лесной». По мнению В. А. Никонова, гидроним произошёл от названия возникшего в устье реки города, что подтверждается словообразовательным строением в виде аффикса, указывающего на производность. Однако прежняя форма гидронима Тверца — Тьхверь, Тферь — ставит под сомнение его вторичность по отношению к ойкониму. Также вероятна связь со значением «крепость» (пол. twordza), «ограда» (лит. tvora), нельзя исключать и финское происхождение. В. П. Нерознак считал древнерусское название реки Тьхверь исходной базой для именования города[17].
- Торопа — этимология гидронима от торопа — «быстрая» (славянское) или тор (индоевропейское) + упа, опа — «река» (балтийское). По оценке В. П. Нерознака, в основе гидронима. вероятно, лежит русское тороп — «поспешность»[18].
- Осуга — этимология гидронима, вероятно, от йыссуу — «устье» (финско-прибалтийское)[19].
- Цна — по оценке А. А. Шахматова, «Дьсна (параллельная форма при Десна?) перешло в Тсна, совр. Цна»[20]. Практически все реки с названием Цна /Десна (от др.-рус. дєснъ «правый») находятся справа от своей главной реки при движении по ней вверх от устья, то есть являются левыми притоками по современной классификации. М.Фасмер, в свою очередь, считал более вероятным происхождение гидронима от прусск. tusna «тихий», авест. tušna, tušni «тихий», др.-инд. tūṣṇī́m «тихо»[21].

#### Озёра
- Селигер — название озера Селигер (также форма др.-рус. Серегѣръ) скорее всего прибалтийско-финского происхождения, однако конкретная его этимология остаётся предметом споров. А. Л. Погодин и поддержавший его А. И. Попов утверждали, что название восходит к фин. Selkäjärvi «высоко расположенное озеро». Я. Калима и М. Фасмер возводят название озера к фин. Särkijärvi «плотвяное озеро»[22][23]. При этом обе версии взаимоисключающи и имеют определённые фонетические трудности. Проблема происхождения названия озера Селигер остаётся дискуссионной ещё и в силу трудности различения прибалтийско-финской и балтийской гидронимии в регионе[24].
- Верхневолжские озёра — по месту расположения, в верховьях Волги.
- Великое — этимология не установлена.
- Верестово — этимология не установлена.
- Пирос — этимология не установлена.
- Шлино — этимология либо от литовского шлина — «глинозём», либо от балтийского сленис, сленс — «течение, ручей, болото»[25].

#### Водохранилища
- Верхневолжское — по расположению в верховьях Волги.
- Иваньковское — по городу Иваньково, в 1960 году вошедшему в состав подмосковной Дубны, в прошлом также известно как Московское море и Волжское водохранилище[26][27].
- Угличское — от ойконима Углич.
- Рыбинское — от ойконима Рыбинск.
- Вазузское — от гидронима Вазуза.
- Вышневолоцкое — от ойконима Вышний Волочёк.

### Ойконимы
- Андреаполь — название по соседней деревне Андреаполь (она же Мачихино). Землями, располагавшимися на левом (тверском) берегу Западной Двины, вокруг села Мачихино Осташковского уезда, владел Андрей из рода Кушелевых. Его имение в 1783 году получило название Андреяно Поле. Считается, что ойконим появился в XVIII веке и образован от названия поля: Андреяно поле > деревня Андреяполь (1859 г.) > станция Андреаполь (1907 г.) > посёлок Андреаполь. С 1967 года — город Андреаполь[28].
- Бежецк — в уставной грамоте новгородского князя Святослава 1137 года упоминается селение Бежичи. Ойконим, по-видимому, от древнерусского бежь — «беженцы, беглецы»; его возникновение предание связывает с беженцами из Новгорода. Название может рассматриваться и как патрономическое образование с суффиксом -ич- от некалендарного личного имени с основой Беж- (ср. более позднее: помещик Бежин, 1656 год, Курск; топоним Бежин луг, Орловская губерния). С XIII века Бежичи — центр волости Бежицкий Верх. Ороним Бежицкий Верх сохраняется и в современной физико-географической номенклатуре как название островной возвышенности. В 1272 году Бежичи были разрушены, а центр волости перенесён на 20 км южнее в крепость Городецк (название от город), которая с того времени упоминается как Городецк в Бежецком верхе. В 1766 году Городецк переименован в Бежецк, который в 1775 году получил статус уездного города[29].
- Белый — упоминается в летописях с XIV века. Название, вероятнее всего, не указывает на реальный цвет города, его построек, грунта и т. п., а имеет социальный смысл и свидетельствует об освобождении его от каких-то повинностей[30].
- Бологое — возник как посёлок при станции Бологое (открыта в 1851 году). Название по расположению при озере Бологое. Гидроним из древнерусского болого — «благо, добро». С 1926 года — город Бологое[31].
- Вышний Волочёк — расположен на древнем водно-волоковом пути из Новгорода в бассейн Волги. Волок (уменьшительное — волочёк) — сухопутный участок водного пути, на котором суда с помощью катков, воротов или просто мускульной силы переправлялись через водораздел с одной реки на другую. 8ышний (то есть «верхний») волочёк соединял реку Мсту (бассейн озера Ильмень) с Тверцой (левый приток Волги); определение противопоставляло его Нижнему волочку, расположенному ниже по течению Мсты (по нему обходили Мстинские пороги). С 1770 года — город Вышний Волочёк[32].
- Весьегонск — название города изначально звучало как Весь Ёгонская, то есть деревня (весь) на реке Ёгне. Позже Весьегонское. С 1776 года, с получением статуса города — Весьегонск[33].
- Западная Двина — возник как посёлок при станции Западная Двина (открыта в 1901 году). Название от гидронима одноимённой реки. С 1937 года — город с тем же названием[34].
- Зубцов — впервые упоминается в летописи под 1216 годом. Название связано с некалендарным личным именем Зубец, известным с начала XIII века[35].
- Кашин — название образовано от личного имени Каша, неоднократно засвидетельствованного в древнерусской антропонимии, либо непосредственно от слова каша «особое угощение, связанное со свадебным обрядом; пир в доме молодожёнов после свадьбы»[36][37]. Существует предположение, что название города, как и реки Кашинки, угро-финского происхождения[38].
- Калязин — название связывают, по одной из версий, с боярином Иваном Колягой — богатым местным землевладельцем, который, потеряв семью, ушёл в Троицкий Макарьев монастырь и передал ему все свои владения (об этом говорится в «Житии преподобного Макария»). Его прозвище было образовано от древнерусского слова «коляга», в основе которого находится слово «коло» (круг) и которое имеет целый ряд значений в разных русских диалектах[39]. Согласно другой версии, название города может быть связанным с угро-финским словом «кола», то есть «рыба»[40].
- Кимры — впервые упоминается в грамоте царя Ивана IV 1549 года. До начала XX века называлось Кимра по расположению при впадении в Волгу реки, название которой реконструируется как Кимера. После возникновения селения гидроним был превращён сначала в Кимерка, а затем в Кимрка. В. Н. Татищев предполагал образование названия от этнонима «кимеры» (киммерийцы). Вероятнее более позднее происхождение от финской или балтийской основы. В первом случае ср. гидронимы Кимбуй, Кимасозеро; основу ким- связывают с фин. kiima — «токовище». Во втором — ср. с лит. kymzryne — «болото, где много сгнивших пней». На рубеже XX века селение превращается в город и название получает форму множественного числа Кимры[41].
- Конаково — в прошлом село Кузнецово. Название по фамилии одного из ранних владельцев. В 1829 году в селе основан фарфорово-фаянсовый завод, который с 1870 года принадлежал крупному русскому предпринимателю М. С. Кузнецову. Таким образом, название села совпало с фамилией владельца завода, что было обусловлено широкой распространённостью в России фамилии «Кузнецов». В 1930 году село переименовано в Конаково по фамилии местного уроженца П. П. Конакова, участника революции 1905 года. С 1937 года — тород Конаково[42].
- Красный Холм — упоминается в начале XVI века как село Спас-на-Холму; встречается и полное название: село Преобракенье Спасово да Живоначальные Троицы на Холму. Предположительно с 1776 года начинает называться село Красный Холм и в это хе время преобразуется в город Красный Холм[43]. Существует легенда о происхождении названии города. Она гласит, что однажды императрица Екатерина II, проезжая мимо этого местечка, была поражена его красотой: город, расположенный на холме, утопал в зелени и цветах — и повелела именовать его отныне Красным, значит Красивым Холмом.
- Кувшиново — возник как сельцо Каменное, упоминаемое в переписной книге за 1624—1625 годы. В конце 1829 года в нём основана бумажная фабрика, которую в начале 1870-х годов купил предприниматель М.Кувшинов. В 1910 году близ сельца открыта станция Кувшиново, названная по фамилии землевладельца. Выросший при станции рабочий посёлок, поглотивший сельцо Каменное, в 1938 году преобразован в районный центр город Каменка. 8 начале 1963 года Каменский район включён в Торжокский район, но в 1965 году он вновь выделяется, уже под названием Кувшиновский, а его центр получил название Кувшиново (бывшая Каменка)[44].
- Лихославль — впервые упоминается в начале XIX века как сельцо Лихославль, название от древнерусского личного имени Лихослав с притяжательным суффиксом -jь. С 1925 года — город Лихославль[45].
- Нелидово — возник как деревня Нелидово. Название связано с некалендарным личным именем Нелид (ср. Нелидко, начало XV века). С 1949 года город Нелидово[46].
- Осташков — в XV веке на берегу озера Селигер была слобода, которая, согласно преданию, по имени первопоселенца рыбака Евстафия называлась Осташевской или Осташковской (Осташ, Осташко — формы календарного личного имени Евстафий). В 1770 году из Осташковской слободы и нескольких соседних образован город Осташков[47].
- Ржев — название встречается в летописных источниках под разными датами с XIII века. Наиболее употребительная форма Ржева. В основе ойконима чаще всего видят некалендарное личное имя Ржа или гидроним Ржа (Ржава, Ржавец), обычно относящийся к источникам с железистой водой бурого (ржавого) цвета, к ржавым болотам. Возможно также образование с суффиксом -ев от древнерусского ръжь — «рожь, ржаное поле»[48].
- Старица — в летописи под 1297 и 1395 годами упоминается как город на Волге и на Старице, а с XV века уже как город Старица. Название по расположению на реке Старица. Гидроним от старица — «старое русло реки»[49].
- Тверь — вероятно, город получил название по реке Тверь (совр. Тверца). Топоним упоминается в Суздальской летописи (по Лаврентьевскому списку, под 6717 (1209) годом и позже) в формах Тьфѣрь, Тфѣрь, Твѣрь. В Новгородской летописи и новгородских грамотах XIV в. многократно встречается в форме Тьхвѣрь[50]. Эта форма, а также сходные названия населённых пунктов Тихверя и Тигвера (карел. Tihveri, также название реки и озера), даёт специалистам-этимологам основание сблизить слово Тверь с прибалтийско-финским, дославянским топонимом Tihvera неизвестного значения[50]; компонент «-верь» возможно, означает «озеро» (ср. фин. järvi). Предполагается также связь с др.-рус. тихъ «тихий»[51]. Топоним сближают и с названием города Тихвин, относительно которого существуют гипотезы о славянском[52] и финском[53] происхождении. Высказывалось мнение о первичности названия города со значением «крепость» (ср. пол. twierdza «крепость», чешск. tvrz «крепость», хорватск. tvrđava «крепость», сербск. тврђава «крепость», македонск. тврдина «крепость», боснийск. tvrđava «крепость», болгарск. твърдина «крепость», лит. tvirtovė «крепость», лит. tvora «ограда», лит. tverti «огораживать»)[54].
- Торжок — ойконим происходит от слова торг «место торговли, площадь, рынок». Начиная с XII века в летописях встречаются названия «Новый Торг» и «Торжок». Последнее закрепилось в языке и стало официальным названием города. Несмотря на это, в современной топонимике одновременно с прилагательным «торжокский» используется и вариант «новоторжский», а самоназванием жителей города по сей день остаётся «новоторы»[55].
- Торопец — ойконим образован по расположению на реке Торопе (в ранние годы —Торопица)[56]. В свою очередь, происхождение этого гидронима связывают с древнерусским словом тороп — «поспешность», происходящим от высокой скорости течения реки у порога перед впадением в Западную Двину[57].
- Удомля — в 1478 году упоминается как волость архиепископа новгородского; позже — Удомельский погост при озере Удомля; с 1981 года — город Удомля. Первично название озера, имеющее балтийское происхождение[58].

### Оронимы
- Валдайская возвышенность — об этимологии топонима Валдай существуют различные точки зрения. По оценке В. М. Воробьёва, происходит от финского валдас — «обширное свободное пространство»[2].
- Молого-Шекснинская низменность — от гидронимов Молога и Шексна.
- Плоскошская низина — от ойконима Плоскошь, который, в свою очередь, происходит от характера местности в окрестностях посёлка[59].
- Тверская моренная гряда — от ойконима Тверь.